# Claudia Heill
Claudia Heill (Wenen, 24 januari 1982 – Landstraße (Wenen), 31 maart 2011) was een Oostenrijkse judoka. 

## Carrière
Claudia Heill nam deel aan de Olympische Zomerspelen van 2004 en 2008. Zij won in 2004 in Athene zilver; daarmee won ze als eerste Oostenrijkse judoka een Olympische medaille. In 2008 verloor zij in Peking de strijd om de bronzen medaille en werd vijfde op haar onderdeel. Bij Europese judokampioenschappen won Heill vijf keer een medaille. 
In juni 2009 maakte zij bekend dat zij zich terugtrok uit de actieve judosport; hierna volgde zij in Wiener Neustadt een opleiding tot trainer en was zij als zodanig werkzaam.
Op 31 maart 2011 stierf Heill in Landstraße na een val uit het raam van haar woonhuis, dat gelegen was op de zesde verdieping. Ze werd op 19 april onder grote belangstelling in Wenen begraven. 

## Erelijst
- Olympische Zomerspelen 2004 in Athene: zilveren medaille in de klasse tot 63 kg
- Olympische Zomerspelen 2008 in Peking: 5e plaats
- Wereldkampioenschappen: 5e plaats in 2001, 7e plaats in 2007
- Europese judokampioenschappen: 2e plaats in 2001 en 2005, 3e plaats in 2002, 2003 en 2007
- Achtvoudig Oostenrijks judokampioene
- Militair wereldkampioene in 2006 in Vinkovci (Kroatië)

## Onderscheiding
- Zilveren ereteken van verdienste van de republiek Oostenrijk (2004)